# Pwersa ng Masang Pilipino
Le Pwersa ng Masang Pilipino (« Lutte des masses philippines ») ou PMP, anciennement le Partido ng Masang Pilipino, est un parti politique philippin créé en 1991. Il a gouverné le pays de 1998 à 2001, lors de la présidence de Joseph Estrada.

## Historique
Le PMP est créé en 1991 sur une ligne inspirée du think tank Economic Recovery Action Program, avec le sénateur Joseph Estrada à sa tête. En 1992, le PMP renonce à défendre la candidature d’Estrada à la présidentielle faute de moyen, et conclut plutôt un accord avec le NPC, avec Eduardo Cojuangco du NPC comme candidat à la présidentielle et Joseph Estrada comme candidat à la vice-présidence. Cojuangco est battu mais Estrada est élu vice-président.
En 1998, le PMP crée et mène la coalition politique LAMMP (Laban ng Malayang Masang Pilipino), qui inclut le LDP et le NPC, afin de mener Joseph Estrada au pouvoir. Estrada remporte l'élection et le LAMMP obtient une majorité de gouvernement au congrès grâce à des transfuges d’autres partis. Impliqué dans une affaire de corruption, Estrada est contraint de démissionner le 20 janvier 2001, le PMP revenant dans l’opposition.
Gracié en 2007, Joseph Estrada se présente à la présidentielle de 2010, qu’il perd, tandis que Jejomar Binay, son colistier, est lui élu vice-président. 
En 2013, le PMP fonde la coalition United Nationalist Alliance (UNA) avec le PDP-Laban, qui perd les législatives la même année. En 2015, Jejomar Binay quitte le PMP pour transformer l’UNA en un parti politique visant à défendre sa candidature à la présidentielle de 2016 ; le PMP quitte en conséquence l’UNA, mais soutient toutefois Binay qui perd face à Rodrigo Duterte.

## Résultats électoraux
- Source[4].

### Président
| Élection | Candidat         | Nombre de voix | Pourcentage de voix | Résultat                    |
| -------- | ---------------- | -------------- | ------------------- | --------------------------- |
| 1992     |                  |                |                     | Ne présente pas de candidat |
| 1998     | Joseph Estrada   | 10 722 295     | 39,86 %             | Gagné                       |
| 2004     | Fernando Poe Jr. | 11 782 232     | 36,51 %             | Perdu                       |
| 2010     | Joseph Estrada   | 9 487 837      | 26,25 %             | Perdu                       |
| 2016     |                  |                |                     | Ne présente pas de candidat |

### Vice-président
| Élection | Candidat       | Nombre de voix | Pourcentage de voix | Résultat                           |
| -------- | -------------- | -------------- | ------------------- | ---------------------------------- |
| 1992     | Joseph Estrada | 6 739 738      | 33 %                | Gagné                              |
| 1998     |                |                |                     | Soutient Edgardo Angara (perdant)  |
| 2004     | Loren Legarda  | 14 218 709     | 46,90 %             | Perdu                              |
| 2010     |                |                |                     | Soutient Jejomar Binay (vainqueur) |
| 2016     |                |                |                     | Ne présente pas de candidat        |

### Sénat
| Élection | Nombre de voix | Pourcentage de voix | Sièges gagnés | Sièges occupés après l'élection | Résultat                                                               |
| -------- | -------------- | ------------------- | ------------- | ------------------------------- | ---------------------------------------------------------------------- |
| 1992     | 1 423 994      | 0,5 %               | 0 / 24        | 0 / 24                          | Perdu                                                                  |
| 1995     |                |                     | 0 / 12        | 0 / 24                          | Ne présente pas de candidat                                            |
| 1998     | 8 968 616      | 4,4 %               | 1 / 12        | 1 / 24                          | Membre de la coalition LAMMP (vainqueur)                               |
| 2001     |                |                     | 0 / 12        | 0 / 24                          | Ne présente pas de candidat                                            |
| 2004     | 5 718 740      | 2,2 %               | 0 / 12        | 0 / 24                          | Membre de la coalition KNP (perdante)                                  |
| 2007     |                |                     | 0 / 12        | 2 / 24                          | Soutient la coalition Genuine Opposition (vainqueur)                   |
| 2010     | 47 111 982     | 15,86 %             | 2 / 12        | 2 / 24                          | Perdu                                                                  |
| 2013     |                |                     | 0 / 12        | 2 / 24                          | Présente ses candidats sous l'étiquette de la coalition UNA (perdante) |
| 2016     | 11 932 700     | 3,73 %              | 0 / 12        | 0 / 24                          | Perdu                                                                  |
| 2019     | 16 678 603     | 4,61 %              | 0 / 12        | 0 / 24                          | Perdu                                                                  |

### Chambre des représentants
| Élection | Nombre de voix | Pourcentage de voix | Sièges                 | Résultat                                                                 |
| -------- | -------------- | ------------------- | ---------------------- | ------------------------------------------------------------------------ |
| 1995     | 101 624        | 0,53 %              | 1 / 204                | Perdu                                                                    |
| 1998     |                |                     | 55 / 258 (total LAMMP) | Présente ses candidats sous l'étiquette de la coalition LAMMP (perdante) |
| 2001     |                |                     | 2 / 256                | Perdu                                                                    |
| 2004     |                |                     | 5 / 261                | Membre de la coalition KNP (perdante)                                    |
| 2007     |                |                     | 4 / 270                | Membre de la coalition Genuine Opposition (perdante)                     |
| 2010     | 853 619        | 2,50 %              | 4 / 286                | Perdu                                                                    |
| 2013     | 144 030        | 0,52 %              | 0 / 292                | Membre de la coalition UNA (perdante)                                    |
| 2016     | 78 020         | 0,21 %              | 0 / 297                | Perdu                                                                    |
| 2019     | 396 614        | 0,98 %              | 1 / 304                | Perdu                                                                    |